# HD 40055
HD 40055，又名BD+75 247，SAO 5730、HR 2078，是一颗恒星，视星等为6.4，位于銀經138.34，銀緯23.4，其B1900.0坐标为赤經5h 51m 21.8s，赤緯+75° 23.4′ 55″。